# 주견
주견(周堅, ? ~ 기원전 125년)은 전한 중기의 제후로, 개국공신 주발의 아들이다.

## 행적
경제 후원년(기원전 143년), 평곡후(平曲侯)에 봉해짐으로써 작위를 빼앗긴 형제 주아부를 대신하여 가문을 이었다.
원삭 4년(기원전 125년)에 죽으니, 시호를 공(恭)이라 하였고 작위는 아들 주건덕이 이었다.

## 출전
- 사마천, 《사기》 권18 고조공신후자연표
- 반고, 《한서》 권16 고혜고후문공신표

| 전임 (3년 전) 공손혼야 | 전한의 평곡후 기원전 143년 ~ 기원전 125년 | 후임 아들 주건덕 |